# Zimbabwe National Railways Museum

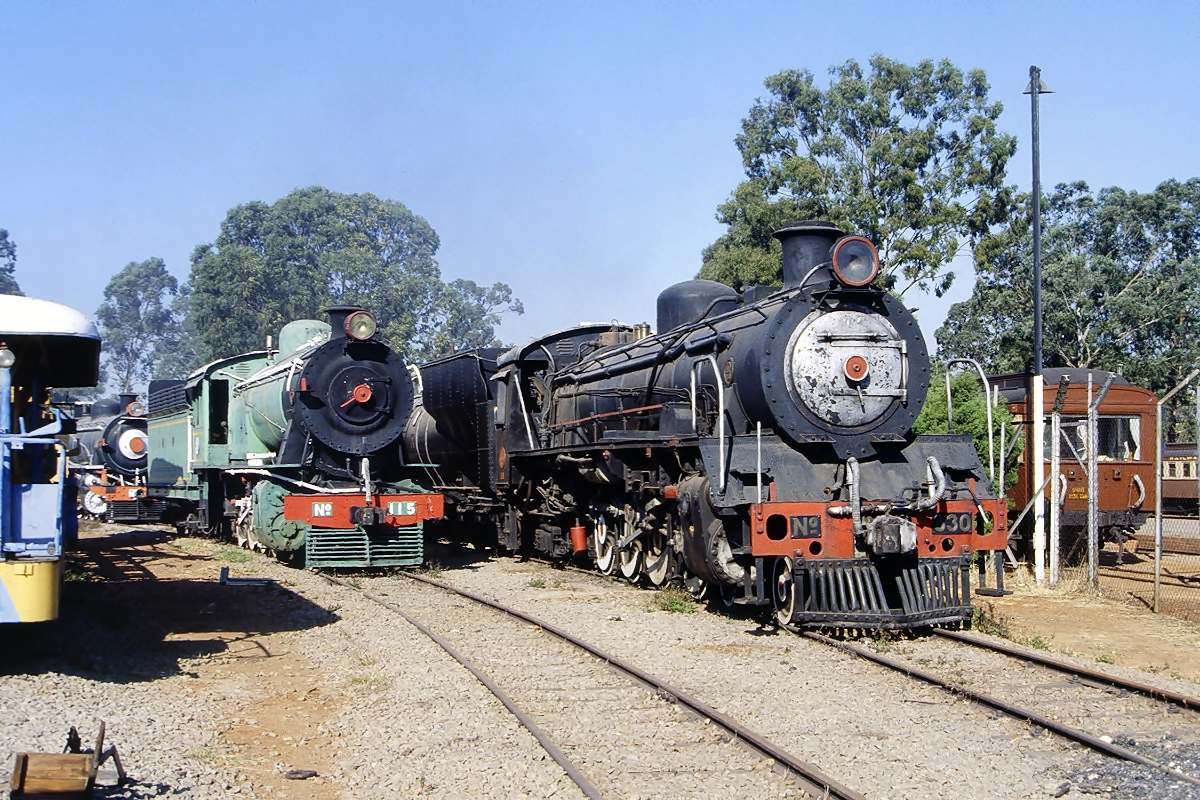
Museumsgelände mit Dampflokomotiven der Baureihen 9B und 19, 1990

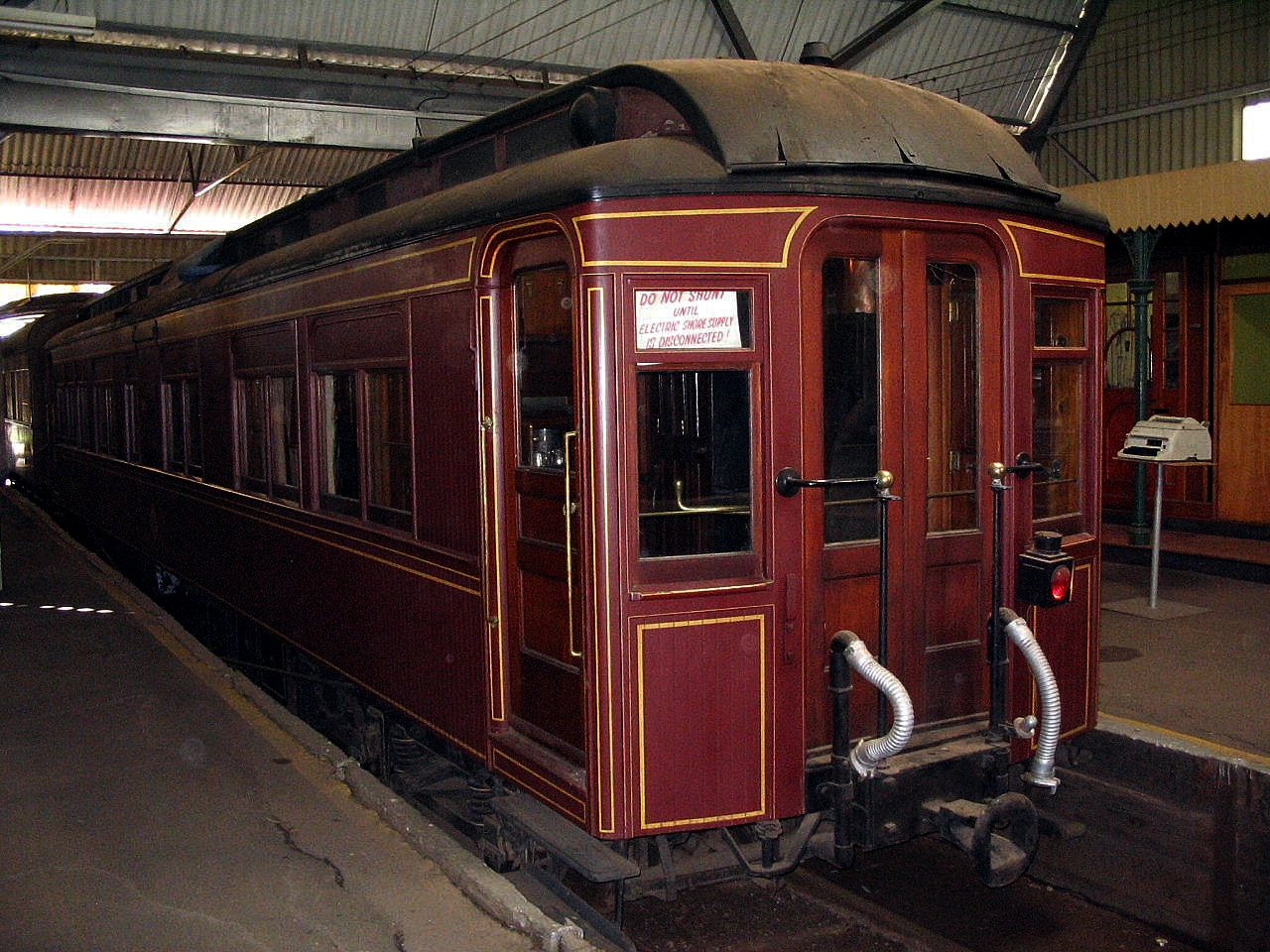
Salonwagen von Cecil Rodes

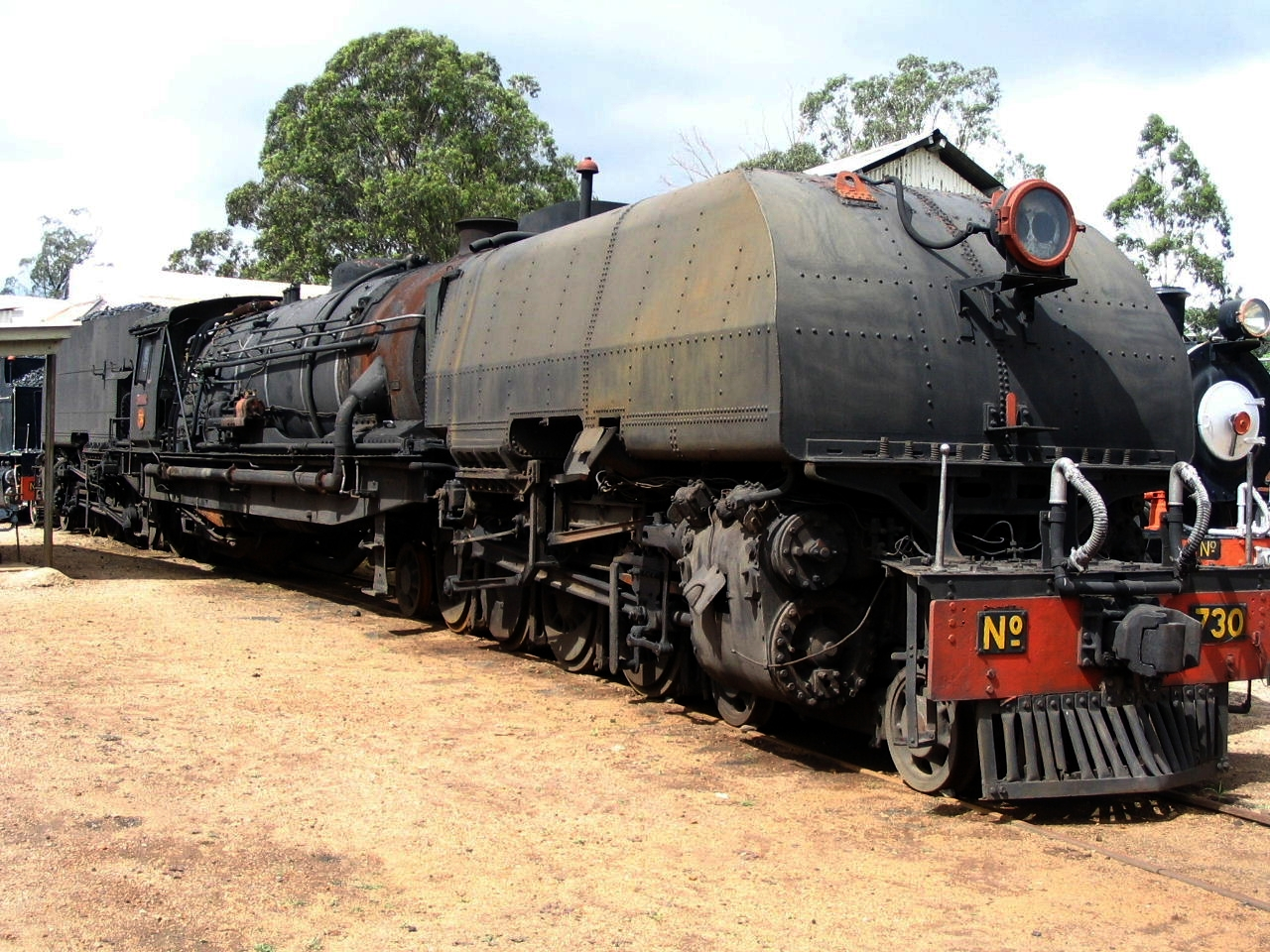
20. Klasse Nr. 730. 4-8-2+2-8-4 Garratt

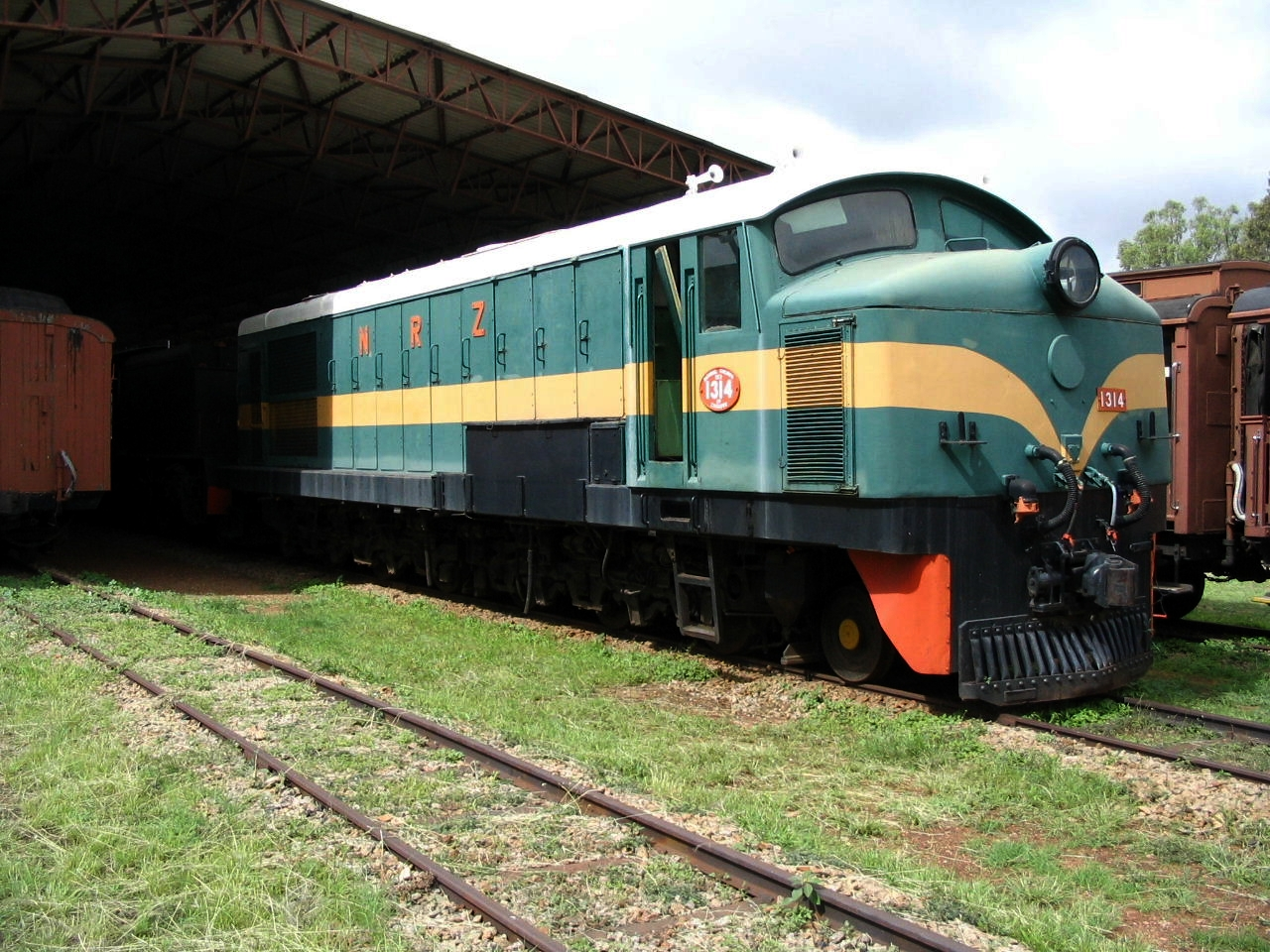
DE3 Klasse Nr. 1314. English Electric

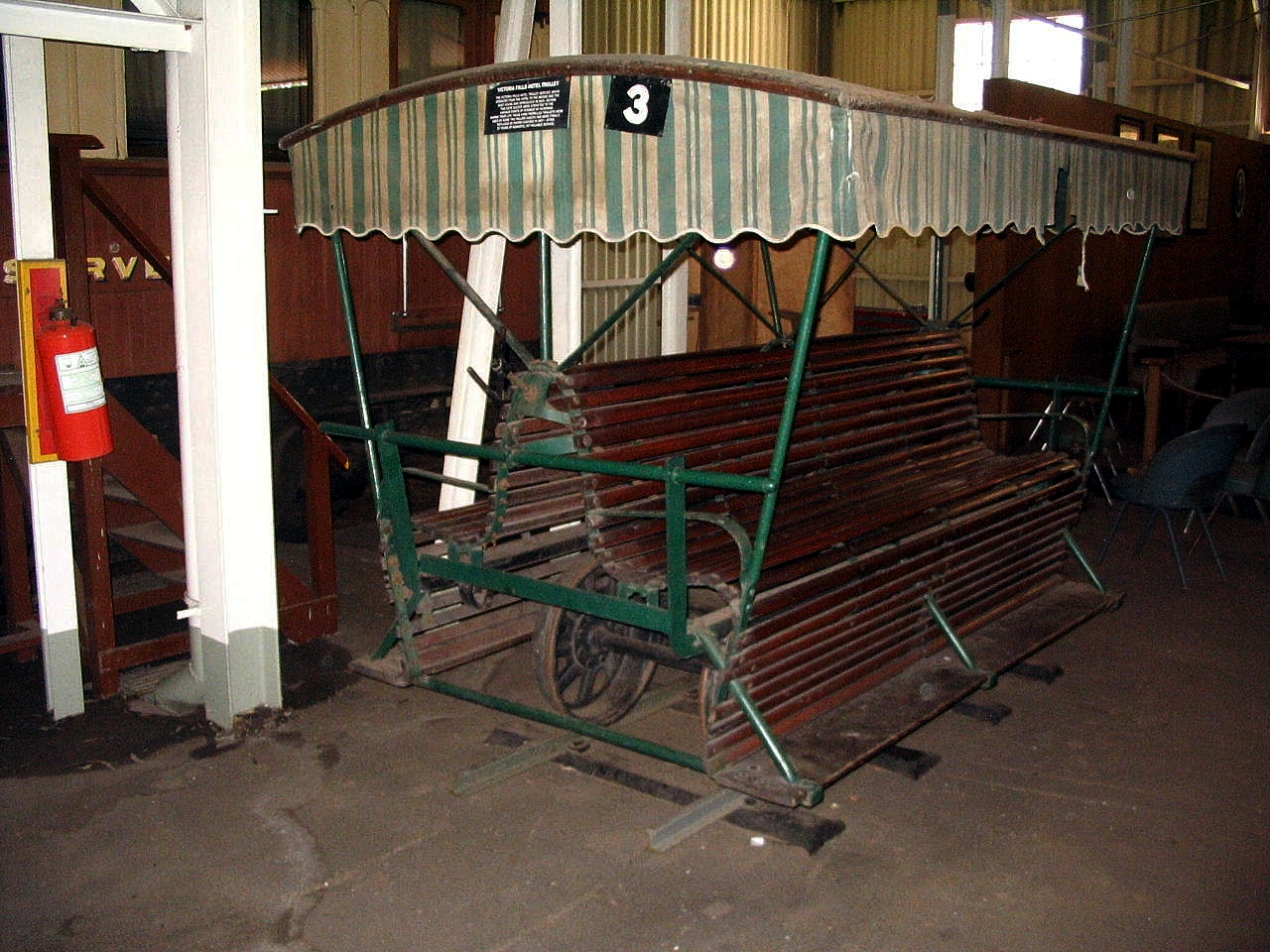
Schmalspurlore des Victoria Falls Hotel

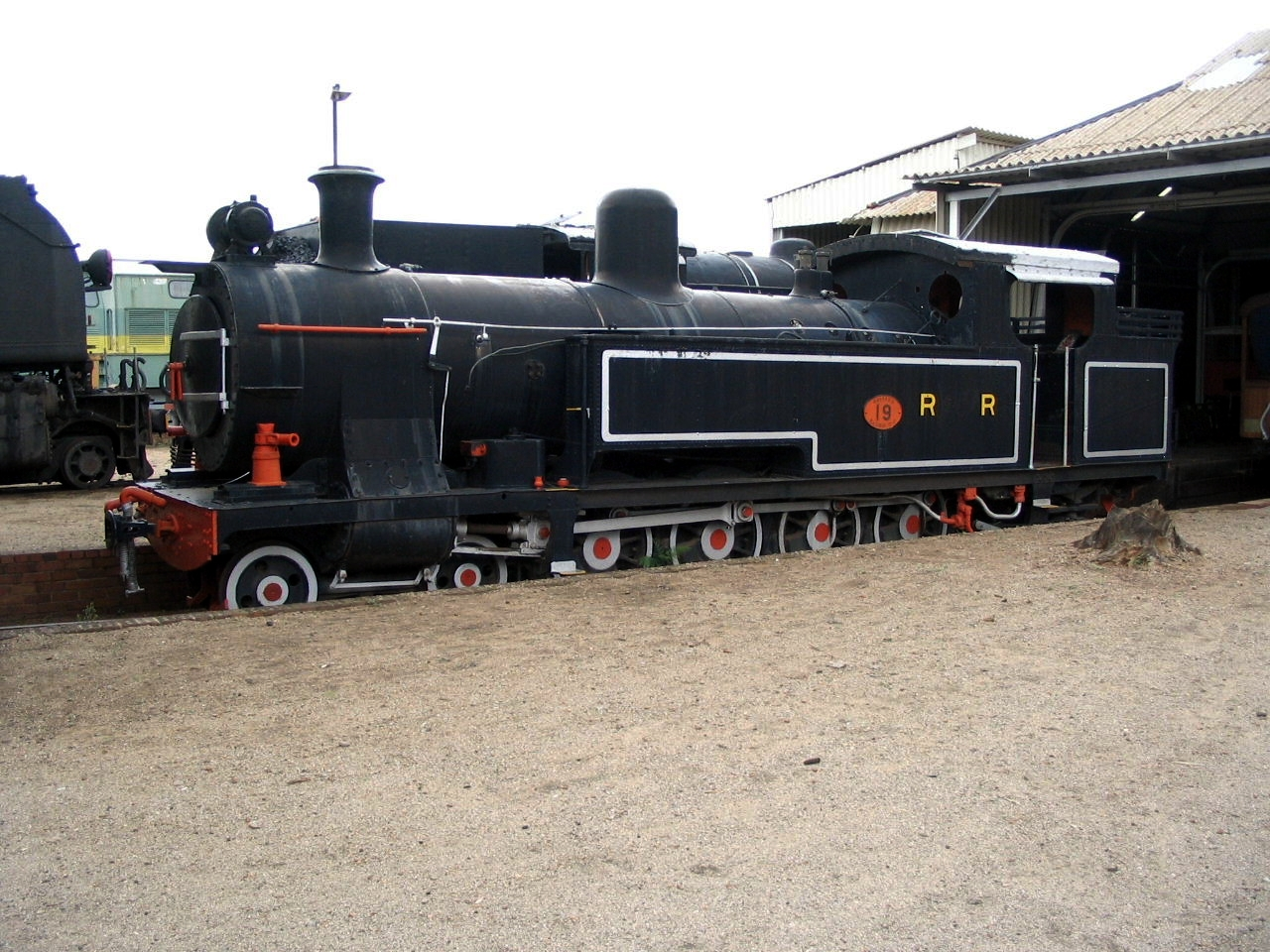
6. Klasse Nr. 19. 4-8-2 Tank

Das Zimbabwe National Railways Museum in Bulawayo ist das nationale Eisenbahnmuseum des Staates Simbabwe im Südlichen Afrika. Es wurde am 4. November 1972 eröffnet, auf den Tag genau 75 Jahre nach Ankunft des ersten Zuges in Bulawayo.

## Lage
Bulawayo ist die zweitgrößte Stadt Simbabwes und liegt im Süden des Landes. Das Museum liegt unmittelbar südöstlich des Bahnhofs Bulawayo.

## Sammlung
Durch den unmittelbaren Anschluss des Museums an die Gleise der National Railways of Zimbabwe (NRZ) kann das Museum auch größere Ausstellungsstücke zeigen, etwa Fahrzeuge wie Garratt-Lokomotiven. Wegen akuten Lokomotivmangels wurden gelegentlich schon Dampfloks des Museums generalüberholt und wieder eingesetzt.
27 Lokomotiven – meist Dampflokomotiven – 16 davon betriebsbereit, befinden sich im Museum. Die älteste Lokomotive stammt aus dem Jahr 1896. Auch eine Anzahl Reisezugwagen der Rhodesia Railways (RR) können besichtigt werden. Sie befinden sich zum Teil in einem schlechten Zustand. Einige der Waggons verrotten auf dem Freigelände in subtropischer Witterung. Das bedeutendste Exemplar der Reisezugwagensammlung ist der Salonwagen von Cecil Rodes. Auf dem Museumsgelände sind zudem Wagen des Touristikzuges der Firma Rail Safaris Pty. abgestellt, die diese für Schienenkreuzfahrten einsetzt.
Darüber hinaus zeigt das Museum in seiner Ausstellungshalle und einem in das Museum translozierten Empfangsgebäude zahlreiche Ausstattungsstücke aus dem rhodesischen und simbabwischen Eisenbahnbetrieb seit etwa 1900.
Das Zimbabwe National Railways Museum wird von der staatlichen Eisenbahn unterhalten, für die es Privatisierungspläne gibt. Werden sie umgesetzt, ist die Zukunft des Museums ungewiss.

### Dampfloks der Spurweite 2 Fuß (610 mm)
- Lawley. 4-4-0. Falcon Nr. BR19 (oder BR27), Baujahr 1897, wurde für den Bau und Betrieb der Beira Railway mit 610 mm Spurweite eingesetzt. Als die Bahnstrecke auf 1067 mm umgespurt wurde, wurde die Lok an die South African Railways abgegeben. 1919 an Premier Portland Cement Company in Claremont verkauft. Später von Rhodesia Native Timber Concessions für die Igusu Sawmills eingesetzt.

### Dampfloks der Spurweite 3 Fuß 6 Zoll (1067 mm)
- Kleine Klasse Nr. 1. 0-6-0 Tank. 'Rhodesia', gebaut von Hudswell Clarke & Co in England für 3830 £ (Baujahr 1929) für den Einsatz in den Beira Docks für deren Gleise der Radstand aber zu lang war. Deshalb in Mafeking und später in Umtali eingesetzt.
- Kleine Klasse Nr. 7. 0-6-0 Satteltank. 'Jack Tar'.
- 6. Klasse Nr. 19. 4-8-2 Tank.
- 7. Klasse Nr. 43. 4-8-0, gebaut von den North British Locomotive Works im Jahr 1903 für 3153 £.
- 9A Klasse Nr. 122. 4-8-0.
- 9B Klasse Nr. 115. 4-8-0, gebaut von der North British Locomotive Company (Seriennummer 21478, Baujahr 1917).
- 10. Klasse Nr. 98. 4-8-0, gebaut von der North British Loco Company im Jahr 1913 für 5788 £, zusammengebaut in den Salt River Works bei Cape Town. Ursprünglich in Mafeking eingesetzt. Bis 1962 im Einsatz.
- 11. Klasse Nr. 127. 4-8-2, gebaut von den Montreal Locomotive Works (159119, Baujahr 1918).
- 12. Klasse Nr. 190. 4-8-2.
- 14. Klasse Nr. 507. 2-6-2+2-6-2 Garratt.
- 16. Klasse Nr. 600. 2-8-2+2-8-2 Garratt, gebaut von Beyer-Peacock & Co. im Jahr 1929, zuletzt benutzt im September 1967
- 19. Klasse Nr. 330. 4-8-2. Henschel (Seriennummer 27400, Baujahr 1952).
- 20. Klasse Nr. 730. 4-8-2+2-8-4 Garratt.
- 20. Klasse Nr. 736. 4-8-2+2-8-4 Garratt.
- 20A Klasse Nr. 740. 4-8-2+2-8-4 Garratt.

### Diesel-elektrische Loks der Spurweite 3 Fuß 6 Zoll (1067 mm)
- DE1 Klasse Nr. 0106. Davenport.
- DE2 Klasse Nr. 1200. English Electric, Baujahr 1955.
- DE3 Klasse Nr. 1314. English Electric.
- DE4 Klasse Nr. 1407. Brush.
- DE5 Klasse Nr. 1531. David Poole nach Bauplänen von Jung, Baujahr 1975.[2]
- DE7 Klasse Nr. 1708. SGP.
- DE8B Klasse Nr. 1837. Sorefame.
- DE8B Klasse Nr. 1845. Sorefame.[3]